# Жан Колманич
Жан Колманич (словен. Žan Kolmanič; нар. 3 березня 2000, Мурська Собота, Словенія) — словенський футболіст, захисник клубу МЛС «Остін» та національної збірної Словенії.

## Клубна кар'єра
Жан Колманич є вихованцем клубів «Мура 05» та «Марибор». У складі останнього Колманич дебютував у чемпіонаті Словенії у 2017 році. За два роки Колманич у складі «Марибора» виграв чемпіонат Словенії.
У березні 2021 року Жан Колманич на правах оренди перейшов до новоствореного клубу МЛС «Остін». 17 квітня 2021 року матч «Остіна» проти «Лос-Анджелеса» став дебютним для клуба у МЛС і також першим у США для Колманича. По завершенню сезону МЛС клуб оприлюднив інформацію, що готовий викупити контракт словенського захисника. Жан Колманич підписав з клубом контракт до кінця 2024 року.

## Збірна
У 2021 році Жан Колманич у складі молодіжної збірної Словенії брав участь у молодіжному Євро, який спільно приймали Словенія та Угорщина. Восени того року був викликаний на матчі відбору до чемпіонату світу 2022 року у національну збірну Словенії. Та на полі Колманич так і не з'явився.

## Досягнення
Марибор
 Чемпіон Словенії: 2018/19